# Доцент

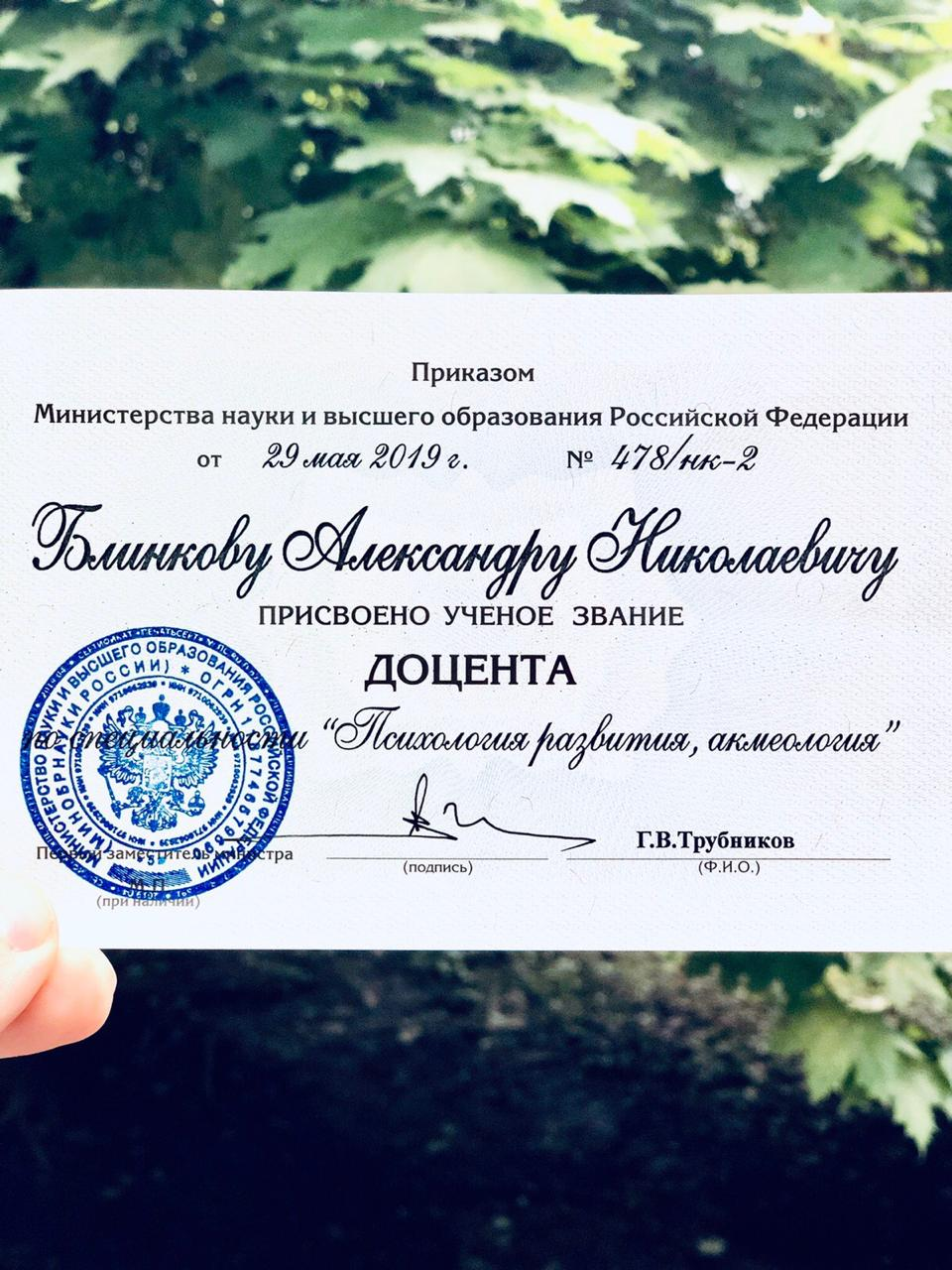
Аттестат доцента. Российская Федерация.

Доце́нт (от лат. docēns «обучающий») — учёное звание преподавателей высших учебных заведений (реже — сотрудников научных учреждений), выполняющих функцию университетских лекторов или другую педагогическую работу сопоставимого уровня; также наименование должности в высших учебных заведениях. 
На начало 2016/2017 учебного года в вузах и научно-образовательных организациях Российской Федерации работало 94,6 тыс. сотрудников со званием доцента. И в России, и за рубежом доценты ранжированы выше начинающих преподавателей (ассистентов) и ниже профессоров. Чаще всего в должность доцента вступает специалист после получения степени кандидата наук.

## Доценты в России
Термином «доцент» в Российской Федерации (России) обозначаются:
- учёное звание научно-педагогического работника вуза или НИИ;
- преподавательская должность в вузе.

Аналогичная двойная трактовка имеет место в отношении понятия «профессор». Существуют определённый порядок присвоения звания и определённые традиции приема специалистов на должность доцента.

### Учёное звание доцента в России

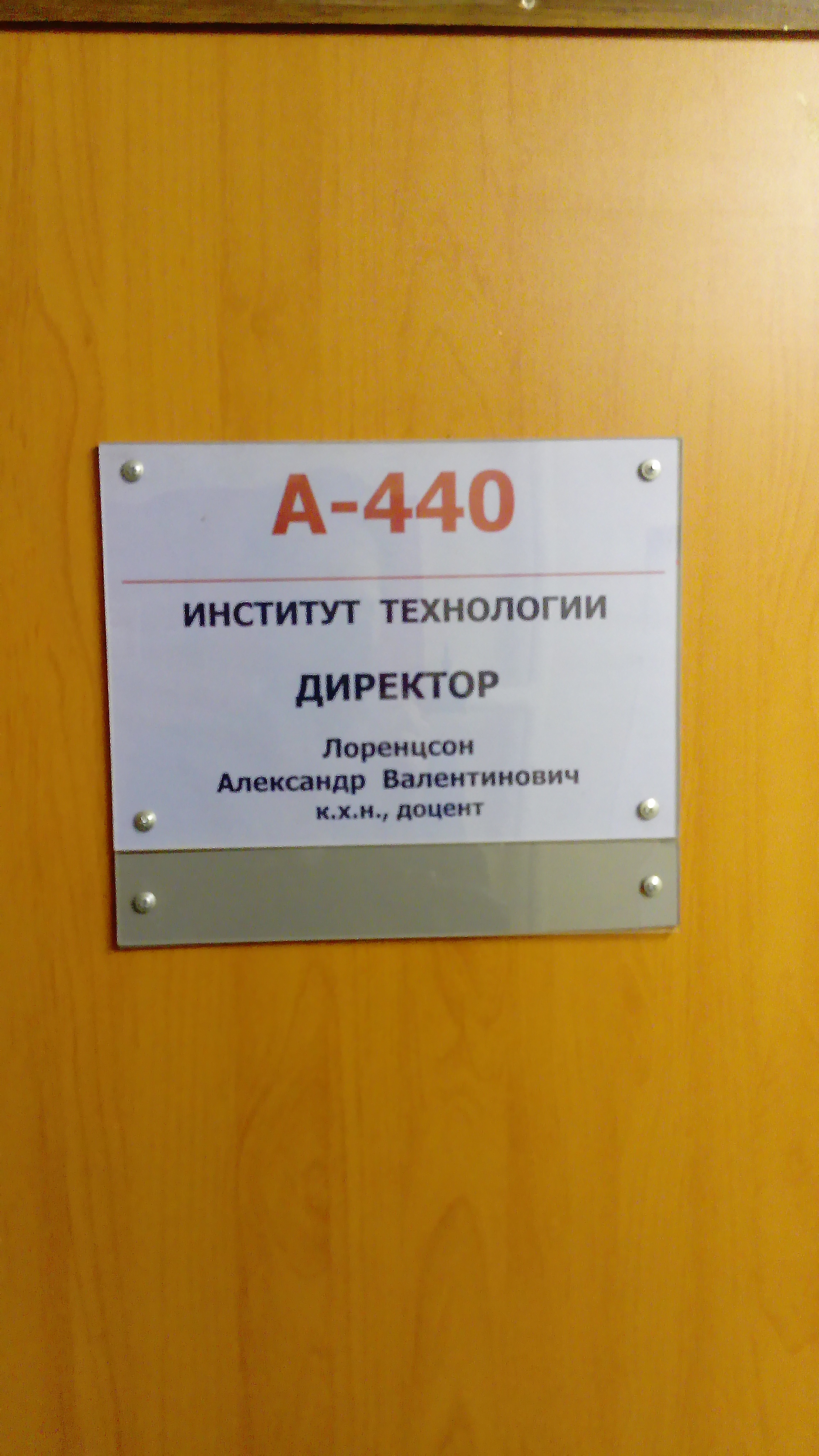
Табличка на двери с надписью: Директор, доцент

Учёное звание доцента присваивается лицам, имеющим научные труды и ведущим педагогическую работу в образовательных учреждениях высшего профессионального образования, имеющих государственную аккредитацию, или в учреждениях государственных академий наук. Минимальные формальные требования: кандидатская степень, 20 учебных изданий и научных трудов, 5 лет научно-педагогического стажа, в том числе 2 года стажа (хотя бы на 0.25 ставки) в должности доцента вуза или старшего научного сотрудника НИИ. За три последних года должно быть не менее 3 научных трудов и 2 учебных изданий. Точные требования перечислены в постановлении. Для деятелей искусств, специалистов физической культуры и спорта действуют особые правила.
Звания доцента присваиваются по определённым специальностям. Слово «доцент» при этом является общепринятым укорочением полного наименования титула «доцент по такой-то специальности» (пример: «доцент по специальности биохимия»), содержащего указание на сферу деятельности обладателя. Учёное звание доцента присваивается Министерством науки и высшего образования Российской Федерации (Минобрнауки России) по аттестационным документам, представленным учёным советом вуза или научного учреждения. Приказы о выдаче аттестатов доцентов публикуются на сайте Высшей аттестационной комиссии (ВАК).
Звание «доцент» (как и любое другое учёное звание) в России присваивается пожизненно и сохраняется за его обладателем при смене работы, увольнении, выходе на пенсию. Присвоение учёного звания документирует тот факт, что человек доказал своё соответствие конкретной научно-педагогической должности, поработав на ней и выполнив ряд формальных условий. Лишение звания происходит только в случае установления факта ошибочного присуждения.

### Недавние изменения
До 2014 г. работникам вузов присваивались звания «доцент по такой-то кафедре», затем понятие «доцент по специальности» стало общим независимо от функционального профиля учреждения соискателя, а звания «по кафедре» были приравнены к званиям «по специальности».
Ещё раньше, по 2002 г., сотрудникам НИИ присуждалось учёное звание «старший научный сотрудник» (теперь это только должность); обладатели такого звания уравнены в правах с доцентами по специальности.
До 2011—2013 гг. инстанциями, контролирующими процедуру получения званий, являлись Рособрнадзор и ВАК, подчинявшиеся Министерству образования и науки. Затем функция контроля перешла к министерству непосредственно. Однако 15 мая 2018 года указанное министерство было упразднено, и органом, ответственным за присвоение званий, стало новосозданное Министерство науки и высшего образования.
После 2013 г. требования к соискателям звания доцента, в целом, несколько повысились: так, если ранее было достаточно иметь один год стажа в должности доцента (или эквивалентной), то теперь два.

### Доценты академий наук
В 2018 году в одной государственной академии наук РФ — Российской академии образования (РАО) — учреждено почётное, то есть не предполагающее вознаграждения, учёное звание доцента. Оно присваивается в конкурсном порядке педагогическим работникам не старше 35 лет. Данное звание не равносильно присуждаемому ВАК, но может учитываться как значимый фактор при заключении контракта с его обладателем.

### Должность доцента в вузах России
Существует должность научно-педагогического работника — «доцент кафедры высшего учебного заведения». Обычно для её занятия не требуется иметь звание доцента. Звание зачастую не требуется и для приема на административные позиции, ранжированные по должностному штату выше «доцента» — например, проректор.
Решение о приеме (переводе) человека на такую должность принимается на учёном совете факультета или вуза с учетом местных реалий и вида педагогической деятельности на конкретной кафедре. Обычно требуется наличие степени кандидата наук и некоторый преподавательский опыт в прошлом, хотя бы в роли ассистента; общий научно-педагогический стаж должен быть не менее трех лет. Должностные обязанности доцента могут включать чтение лекций, ведение семинаров, инструктирование студентов по расчетным и лабораторным заданиям и др. На базе нормативных документов в организациях издается должностная инструкция доцента. 
В НИИ должности «доцент» нет, после получения кандидатской степени учёный обычно становится старшим научным сотрудником. Его педагогическая деятельность может заключаться в проведении практических занятий и консультировании студентов по дипломным работам, выполняемым на базе и в интересах НИИ и т. п.
Спустя некоторое время после занятия должности доцента (или, в НИИ, старшего научного сотрудника) — как минимум, через два года, но в любом случае после того, как формальные требования ВАК выполнены — сотрудника выдвигают на присвоение учёного звания доцента. После получения звания обладатель имеет право на повышение оклада в вузе. В НИИ каких-либо доплат за звание доцента не предусмотрено, но оно может быть принято во внимание при назначении тарифно-квалификационной категории.

### Перспективы должностного роста
Доцент вуза или сотрудник НИИ, получивший звание доцента, может в перспективе стать профессором. Для этого он должен сочетать активную педагогическую и научную работу (публиковать научные статьи). Современные требования ВАК к профессорам приведены в том же положении, что и к доцентам. При наличии серьезных научных достижений есть также перспектива стать профессором РАН или профессором РАО.

### История должности
Доцент — преподавательская должность, введённая в университетах Российской империи по Уставу 1863 года вместо должности адъюнкта, а отменена по Уставу 1884 года. Выборы доцентов проходили в Совете университета с дальнейшим утверждением попечителем. После двухлетней службы в университете доцент получал право участия в работе Совета университета, а до этого времени мог участвовать в заседаниях Совета по приглашению. Для получения должности доцента необходима была учёная степень магистра. Являясь самостоятельной фигурой в учебном процессе доцент имел право читать лекции, руководить студенческими работами.
После революции 1917 года система академических званий и должностей в России была пересмотрена. Декретом СНК РСФСР от 1 октября 1918 года «О некоторых изменениях в составе и устройстве государственных учёных и высших учебных заведений Российской Республики» были отменены все дореволюционные преподавательские должности. Для преподавателей университетов были введены два разряда: профессор — для всех, ведущих самостоятельное преподавание, и преподаватель — для остальных. Для последних использовалось также название «доцент», хотя строго определённого статуса доцента в 1920-х — начале 1930-х годов не существовало, а установленное штатное расписание отсутствовало.
В РСФСР должность доцента была введена в штаты вузов и втузов в 1925 году. Окончательно должность доцента во всех вузах СССР была установлена постановлением СНК СССР от 22.08.1930. Основными обязанностями доцента являлись: ведение самостоятельных и специальных курсов внутри кафедры; ведение групповых занятий; ведение вспомогательных курсов, не имеющих кафедры; заместительство профессора на время его отсутствия.
Звание «доцент» было введено в 1934 г. в рамках введенной Совнаркомом СССР новой системы званий. С тех пор существуют и должность, и звание доцента, хотя конкретные требования к ним неоднократно корректировались.

## Доценты в других государствах
В русском переводе учебника Реале «Западная философия от истоков до наших дней» (том 2) сообщается, что Альберт Великий в XIII веке работал в Парижском университете в звании доцента.
Во всех государствах работники уровня российских доцентов составляют основу научно-педагогического коллектива вузов. При этом, в отличие от России, в большинстве государств отсутствует демонстративное разграничение должности и звания: приём человека на должность означает получение соответствующего титула на время трудовых отношений. Необходимость признания иностранного учёного звания в РФ возникает реже, чем признания учёной степени (см. документы на данную тему).
Вопрос аналогов российской должности доцента в других странах не является и не может являться однозначным, так как нет (либо не найдено авторами статьи[какой?]) никаких официальных документов, регламентирующих этот вопрос. 
В США российскому доценту примерно соответствуют должности ассистент-профессора, лектора (англ. lecturer) или ассоциированного профессора. Наличие слова «профессор» в американском наименовании должностей иногда вызывает путаницу, так как российскому профессору эти должности не эквивалентны (в США «профессор» в российском смысле — это «полный профессор», англ. full professor). «Лектор» — это нечто среднее между старшим преподавателем и доцентом-педагогом в РФ, «ассистент-профессор» — совсем начинающий доцент ещё без звания, а «ассоциированный профессор» — опытный доцент, ведущий и педагогическую, и научную работу
Три аналогичных должности в Японии носят название, соответственно, 講師 (ко: си), 助教 [дзёкё:] и 准教授 [дзюн-кё: дзю].
Во Франции должности доцента примерно отвечает должность maître de conférences.
В Германии слово Dozent является обобщённым названием лиц, вовлечённых в педагогический процесс; обычно это научные сотрудники, работающие в университете и имеющие несколько учебных часов в неделю.
В Швеции существует понятие docent; такое звание (оно же должность) соответствует associate professor в США, присваивается университетской комиссией и предполагает определённый опыт в исследовательской и преподавательской работе.

## В искусстве
- В советском фильме Джентльмены удачи (1971) главный отрицательный персонаж из уголовного мира имел кличку «Доцент». Роль сыграл Евгений Леонов.